# Fiskums gamla kyrka
Fiskums gamla kyrka (norska: Fiskum gamle kirke) är en kyrka vid Darbu i Øvre Eikers kommun i Buskerud fylke i Norge. Den är en liten medeltida stenkyrka helgad till Olav den helige, uppförd omkring 1250 i rektangelplan. Den byggdes till viss del om på 1800-talet. Takryttaren är från 1820-talet, och sakristian från 1700-talet. Kyrkan har omkring 150 sittplatser.
Kyrkan ersattes av en ny kyrka 1866 och utgör nu en egen stiftelse. Den nya kyrkan brann 1902, och den återuppbyggda kyrkan brann på nytt 1940. Den existerande Fiskums kyrka, invigd 1945, är ritad av Arnstein Arneberg.

## Inventarier
Till inventarierna hör bland annat en predikstol från 1650 och altartavla och dopfunt från 1700-talet.